# Pégase (réacteur)
Pour les articles homonymes, voir Pégase (homonymie).
« Peggy (réacteur) » redirige ici. Pour les autres significations, voir Peggy.
Pégase est un ancien réacteur nucléaire de recherche localisé à Cadarache (Bouches-du-Rhône).

## Historique
Pégase a divergé pour la première fois le 4 avril 1963. Il a fonctionné de 1963 à 1975 pour réaliser des essais de combustibles pour les réacteurs de la filière UNGG. Puis il a été reconverti en installation d'entreposage nucléaire. 
L'examen de la sûreté de l'installation a montré que, en cas de séisme, la bonne tenue de la charpente du bâtiment principal ne pouvait pas être démontrée. La mise en œuvre de travaux de renforcement étant coûteuse et risquée, le CEA a proposé de se concentrer sur le démantèlement nucléaire de l'installation.
Selon un communiqué de l'Autorité de sûreté nucléaire (ASN) du 14 mars 2005 , l'ASN prend acte de l'engagement du Commissariat à l'énergie atomique (CEA) pour effectuer un arrêt définitif de l'installation PEGASE pour le 31 décembre 2010.
L'arrêté du 5 avril 2006 abroge celui du 12 janvier 1981, d'autorisation de rejet d'effluents radioactifs gazeux et liquides par l'installation de stockage dénommée Pégase.
En mars 2012, un palan motorisé de 1,5 tonne environ s'est décroché de son pont roulant et a chuté d'une hauteur de 10 mètres dans un bassin vide destiné à l'entreposage de matières radioactives. Un salarié effectuant la vérification a subi une contusion à la jambe. L'Autorité de sûreté nucléaire a classé cet événement au niveau 1 (sur 7) de l'échelle INES.

## Maquette critique de Pégase
Peggy est la maquette critique de Pégase. C'est un réacteur de type piscine, mis en service (première divergence) en 1961 à Saclay ou à Cadarache selon d'autres sources. Peggy développe une puissance de 1 000 watts thermiques.
Arrêtée en 1975, Peggy (INB 23) est retirée de la liste des installations nucléaires de base françaises en 1976.